# Nigel Davies
Dr. Claude Nigel Byam Davies, más conocido como Nigel Davies (2 de septiembre de 1920 – 25 de septiembre de 2004), fue un antropólogo e historiador británico especializado en el estudio de las culturas de la América precolombina, publicando 12 trabajos académicos sobre los mexicas, los incas y los toltecas. Además de su trabajo académico, Davies también sirvió con los Grenadier Guards (Guardias de Granaderos) durante la Segunda Guerra Mundial, se sentó brevemente como miembro del Parlamento Inglés por Epping ("Parlamento constituyente del Reino Unido") y como gerente general de Windowlite Ltd.

## Biografía
Nacido en septiembre de 1920 de Claude y Nellie Davies, Nigel se educó en el Eton College y posteriormente en la Universidad de Provenza, brevemente estuvo en la Universidad de Potsdam en Berlín antes del estallido de la Segunda Guerra Mundial. En 1939 Davies asistió al Royal Military College, Sandhurst Real Academia Militar de Sandhurst y se graduó al año siguiente, tomando una comisión como teniente en la Guardia de Granaderos. Durante la guerra, Davies sirvió en el Medio Oriente, Italia y los Balcanes, dejando los servicios después del final de la guerra en 1946. En las elecciones generales de 1950, Davies defendió y ganó el escaño de Epping como miembro del Parlamento por la parte conservadora. Un año después, renunció al escaño y se negó a participar en las elecciones generales de 1951, en las que el candidato conservador Graeme Bell Finlay ganó la circunscripción.
Posteriormente, Davies ingresó a la academia, logrando titularse en arqueología y antropología en la Escuela Nacional de Antropología e Historia, posteriormente obtuvo un doctorado (ph.D.) en arqueología y en el University College de Londres y la Universidad Nacional Autónoma de México. Hizo un estudio de por vida de las antiguas civilizaciones de las Américas, junto con su papel como gerente general de Windowlite Ltd. Entre las obras de Davies se encuentran libros sobre la civilización azteca, los incas de América del Sur y, en particular, los toltecas, los pueblos pre-mexicas del centro de México. Sus obras fueron bien recibidas y ahora son referencias estándar. Davies nunca se casó y luego se retiró a vivir a Tijuana, muriendo en septiembre de 2004.

## Libros publicados
- Los Señoríos Independientes del Imperio Azteca, 1968
- Los Mexicas: primeros pasos hacia el imperio, 1973
- The Aztecs, 1973
- The Toltecs, 1976
- Before Columbus Came, 1976
- Voyagers to the New World, fact and fantasy, 1979
- The Toltec Heritage, 1980
- Human Sacrifice, 1981
- The Ancient Kingdoms of Mexico, 1983
- The Rampant God, 1984
- The Aztec Empire, 1987
- The Incas, 1995
- The Ancient Kingdoms of Peru, 1997